# Кун-Крик (тауншип, Миннесота)
Кун-Крик (англ. Coon Creek) — тауншип в округе Лайон, Миннесота, США. На 2000 год его население составило 282 человека.

## География
По данным Бюро переписи населения США площадь тауншипа составляет 94,4 км², из которых 93,0 км² занимает суша, а 1,3 км² — вода (1,43 %).

## Демография
По данным переписи населения 2000 года здесь находились 282 человека, 98 домохозяйств и 79 семей. Плотность населения — 3,0 чел./км². На территории тауншипа расположена 101 постройка со средней плотностью 1,1 построек на один квадратный километр. Расовый состав населения: 97,16 % белых, 0,35 % афроамериканцев и 2,48 % приходится на две или более других рас. Испанцы или латиноамериканцы любой расы составляли 0,35 % от популяции тауншипа.
Из 98 домохозяйств в 40,8 % воспитывались дети до 18 лет, в 71,4 % проживали супружеские пары, в 5,1 % проживали незамужние женщины и в 18,4 % домохозяйств проживали несемейные люди. 18,4 % домохозяйств состояли из одного человека, при том 6,1 % из — одиноких пожилых людей старше 65 лет. Средний размер домохозяйства — 2,88, а семьи — 3,25 человека.
31,2 % населения — младше 18 лет, 5,3 % — в возрасте от 18 до 24 лет, 25,2 % — от 25 до 44, 24,8 % — от 45 до 64, и 13,5 % — старше 65 лет. Средний возраст — 39 лет. На каждые 100 женщин приходилось 95,8 мужчин. На каждые 100 женщин старше 18 приходилось 96,0 мужчин.
Средний годовой доход домохозяйства составлял 42 083 доллара, а средний годовой доход семьи — 45 568 долларов. Средний доход мужчин — 23 438 долларов, в то время как у женщин — 21 000. Доход на душу населения составил 14 150 долларов. За чертой бедности находились 5,9 % семей и 6,1 % всего населения тауншипа, из которых 10,0 % младше 18 и 11,1 % старше 65 лет.